# Кривець (річка, Словаччина)
Кривець (словац. Krivec) — річка; права притока Слатини, протікає в окрузі Детва.
Довжина приблизно 5.0-5.5 км. Витік знаходиться в масиві Поляна (геоморфологічна підодиниця Детвянське передгір'я) — на висоті 720 метрів.
Протікає територією села Коритарки. Впадає у Слатину на висоті приблизно 420 метрів.